# Theo Pfeil
Theo Pfeil (* 4. September 1903 in Düren; † 1973 in Köln-Rodenkirchen) war ein deutscher Maler.

## Leben
Ab 1923 studierte Pfeil an der Kunstakademie Düsseldorf bei Heinrich Nauen und war Mitglied der Künstlergruppe Das Junge Rheinland, zu der auch Otto Dix und Max Ernst gehörten. 1925–26 folgten Studienaufenthalte an der Accademia di belle arti di Venezia sowie in Rom. Er war Reisezeichner und Presseillustrator, u. a. für die  Kölnische Zeitung (1935–39), das Berliner Tageblatt und die Frankfurter Zeitung. Ab 1940 war er Soldat, verbrachte jedoch 1940–43 in der Künstlerkolonie Worpswede und war ab 1950 in Rodenkirchen bei Köln tätig.

## Werk
In den 1930er Jahren erstellte er vor allem Landschaftsaquarelle sowie monochrome Landschafts- und Architekturskizzen.
Nach dem Krieg malte er mehrheitlich in Tempera und Öl, insbesondere Landschaften und Architektur, charakteristisch war hierbei das Schwarzgitter. Mit der Zeit nahm der Abstraktionsgrad seiner Gemälde zu.
Neben der Malerei gestaltete Theo Pfeil die Kirchenfenster diverser Gotteshäuser in der Eifel.

## Ausstellungen
- 1927/28: Gruppenausstellung Leopold-Hoesch-Museum, Düren
- 1934: Einzelausstellung Städtisches Suermond Museum, Aachen[2]
- 1935: Gruppenausstellung Städtisches Suermond Museum, Aachen mit Leo Assenmacher, Peter Blum und Heinrich Wolf[3]
- 1935: Gruppenausstellung „Rheinische Landschaft“ Städtische Kunsthalle Düsseldorf[4]
- 1936: Gruppenausstellungen Leopold-Hoesch-Museum, Düren[5]
- 1936: Einzelausstellung in Galerie Dr. Becker, Köln[6]
- 1937: Gruppenausstellung Städtisches Suermond Museum, Aachen[7]
- 1938: Doppelausstellungen mit Carl Schneiders im Leopold-Hoesch-Museum, Düren[8]
- 1939: Jahresausstellung Kölnischer Kunstverein[9]
- 1940: Gruppenausstellung im Leopold-Hoesch-Museum, Düren mit Willi Rixen und Max Wenzlaff[10]
- 1954: Gruppenausstellung Schleiden
- 1957: Einzelausstellung Suermondt-Ludwig-Museum, Aachen
- 1963: Doppelausstellung mit Carl Schneiders im Leopold-Hoesch-Museum, Düren
- 1964: Einzelausstellung Kunstkreis Hameln
- 1965: Einzelausstellung Gustav-Lübcke-Museum, Hamm
- 1968: Einzelausstellung Leopold-Hoesch-Museum, Düren

Weitere Ausstellungen in Hamburg, Maastricht, Luxemburg und Lüttich